# Henrik Udahl
Henrik Udahl (Askim, 12 gennaio 1997) è un calciatore norvegese, attaccante dell'HamKam.

## Carriera

### Club
Udahl è cresciuto nelle giovanili dell'Askim, per poi entrare a far parte di quelle del Vålerenga. Ha esordito in squadra il 13 aprile 2016, subentrando a Ghayas Zahid nella vittoria per 1-4 arrivata in casa del Løten: nello stesso incontro, ha trovato il primo gol della sua carriera. Il 3 agosto 2016 ha lasciato il Vålerenga per andare a studiare negli Stati Uniti d'America, all'Università di Cincinnati: contemporaneamente, avrebbe giocato a calcio nei Cincinnati Bearcats.
A febbraio 2017 ha fatto ritorno in Norvegia, per giocare nel Follo, in 2. divisjon. Il debutto con la nuova maglia è arrivato il 17 aprile successivo, schierato titolare nella sconfitta per 2-0 in casa dell'Alta. Il 14 maggio ha trovato le prime reti, segnando una doppietta nel successo per 1-3 in casa del Brumunddal.
A luglio 2017, Udahl è passato al Fana, sempre in 2. divisjon. Ha disputato la prima partita con questa casacca il 6 agosto, schierato titolare nella sconfitta per 4-0 subita in casa del Bryne. Il 2 settembre è arrivato il primo gol, nel pareggio per 1-1 in casa contro il Nest-Sotra. Al termine di quella stessa annata, il Fana è retrocesso in 3. divisjon. Nel campionato 2018, Udahl ha realizzato 26 reti in 23 partite di campionato.
Il 27 marzo 2019 è stato ufficializzato il suo trasferimento all'Åsane, in 2. divisjon: ha firmato un contratto annuale. L'esordio è arrivato il 14 aprile, quando ha sostituito Stian Nygard nella vittoria per 6-0 arrivata sul Senja. Il 26 maggio ha realizzato il primo gol, nella sconfitta interna per 2-3 subita contro il Grorud. Al termine del campionato, la squadra ha conquistato la promozione in 1. divisjon. Il 17 dicembre 2019 ha prolungato il contratto che lo legava al club, per altre due stagioni. Si è poi laureato capocannoniere del campionato 2020, con 19 reti all'attivo.
Il 15 febbraio 2021, Udahl ha fatto ufficialmente ritorno al Vålerenga, firmando un contratto triennale. Ha esordito in Eliteserien il 12 maggio successivo, subentrando a Viðar Örn Kjartansson nel successo per 0-3 maturato sul campo del Brann. Il 13 giugno ha realizzato la prima rete, nella partita persa per 4-1 in casa del Viking. Il 22 luglio 2021 ha giocato il primo incontro nelle competizioni UEFA per club, nei turni preliminari dell'Europa Conference League: ha sostituito Seedy Jatta nella sconfitta per 4-0 subita contro il Gent.
Il 1º dicembre 2022 è stato reso noto il suo trasferimento all'HamKam, a partire dal 1º gennaio 2023: ha firmato un contratto quadriennale. Ha giocato la prima partita in squadra il 10 aprile seguente, quando ha messo a referto una doppietta nella vittoria per 2-0 arrivata sul Sandefjord.
Il 20 febbraio 2025 è passato ai polacchi dello Śląsk Breslavia con la formula del prestito. Ha debuttato in Ekstraklasa in data 2 marzo, sostituendo Assad Al Hamlawi nella sconfitta per 3-1 subita in casa del Legia Varsavia.
Terminato il prestito, a partire dal 2 luglio 2025 ha ripreso ad allenarsi con l'HamKam, tornando a disposizione della squadra dal 13 luglio successivo, una volta riaperto il calciomercato.

## Statistiche

### Presenze e reti nei club
Statistiche aggiornate all'11 luglio 2025.
| Stagione         | Club             | Campionato       | Campionato | Campionato | Coppe nazionali | Coppe nazionali | Coppe nazionali | Coppe continentali | Coppe continentali | Coppe continentali | Supercoppe | Supercoppe | Supercoppe | Totale | Totale |
| Stagione         | Club             | Comp             | Pres       | Reti       | Comp            | Pres            | Reti            | Comp               | Pres               | Reti               | Comp       | Pres       | Reti       | Pres   | Reti   |
| ---------------- | ---------------- | ---------------- | ---------- | ---------- | --------------- | --------------- | --------------- | ------------------ | ------------------ | ------------------ | ---------- | ---------- | ---------- | ------ | ------ |
| 2016             | Vålerenga        | ES               | 0          | 0          | CN              | 1               | 1               | -                  | -                  | -                  | -          | -          | -          | 1      | 1      |
| feb.-lug. 2017   | Follo            | 2D               | 12         | 3          | CN              | 1               | 0               | -                  | -                  | -                  | -          | -          | -          | 13     | 3      |
| lug.-dic. 2017   | Fana             | 2D               | 11         | 1          | CN              | -               | -               | -                  | -                  | -                  | -          | -          | -          | 11     | 1      |
| 2018             | Fana             | 3D               | 23         | 26         | CN              | 0               | 0               | -                  | -                  | -                  | -          | -          | -          | 23     | 26     |
| Totale Fana      | Totale Fana      | Totale Fana      | 34         | 27         |                 | 0               | 0               |                    | -                  | -                  |            | -          | -          | 34     | 27     |
| 2019             | Åsane            | 2D               | 16+3       | 5+0        | CN              | 2               | 2               | -                  | -                  | -                  | -          | -          | -          | 21     | 7      |
| 2020             | Åsane            | 1D               | 29+2       | 19+0       | -               | -               | -               | -                  | -                  | -                  | -          | -          | -          | 31     | 19     |
| Totale Åsane     | Totale Åsane     | Totale Åsane     | 45+5       | 24+0       |                 | 2               | 2               |                    | -                  | -                  |            | -          | -          | 52     | 26     |
| 2021             | Vålerenga        | ES               | 25         | 6          | CN              | 3               | 1               | UECL               | 2                  | 0                  | -          | -          | -          | 30     | 7      |
| 2022             | Vålerenga        | ES               | 23         | 4          | CN              | 2               | 2               | -                  | -                  | -                  | -          | -          | -          | 25     | 6      |
| Totale Vålerenga | Totale Vålerenga | Totale Vålerenga | 48         | 10         |                 | 5               | 3               |                    | -                  | -                  |            | -          | -          | 54     | 14     |
| 2023             | HamKam           | ES               | 27         | 7          | CN              | 5               | 3               | -                  | -                  | -                  | -          | -          | -          | 32     | 10     |
| 2024             | HamKam           | ES               | 29         | 3          | CN              | 4               | 2               | -                  | -                  | -                  | -          | -          | -          | 33     | 5      |
| feb.-giu. 2025   | Śląsk Breslavia  | EK               | 10         | 0          | CP              | -               | -               | -                  | -                  | -                  | -          | -          | -          | 10     | 0      |
| lug.-dic. 2025   | HamKam           | ES               | 0          | 0          | CN              | -               | -               | -                  | -                  | -                  | -          | -          | -          | 0      | 0      |
| Totale HamKam    | Totale HamKam    | Totale HamKam    | 56         | 10         |                 | 9               | 5               |                    | -                  | -                  |            | -          | -          | 65     | 11     |
| Totale           | Totale           | Totale           | 205+5      | 74+0       |                 | 18              | 11              |                    | 2                  | 0                  |            | -          | -          | 230    | 85     |

## Palmarès

### Individuale
- Capocannoniere della 1. divisjon: 1

2020 (19 reti)